# Јуист
Јуист (њем. Juist) општина је у њемачкој савезној држави Доња Саксонија. Једно је од 24 општинска средишта округа Аурих. Према процјени из 2010. у општини је живјело 1.721 становника. Посједује регионалну шифру (AGS) 3452013.

## Географски и демографски подаци
Јуист се налази у савезној држави Доња Саксонија у округу Аурих. Општина се налази на надморској висини од 3 метра. Површина општине износи 16,4 km². У самом мјесту је, према процјени из 2010. године, живјео 1.721 становник. Просјечна густина становништва износи 105 становника/km².